# Петровка (Первомайский район, Николаевская область)
Петровка (укр. Петрівка) — село в Первомайском районе Николаевской области Украины.
Население по переписи 2001 года составляло 51 человек. Почтовый индекс — 55264. Телефонный код — 5161.

## Местный совет
55231, Николаевская обл., Первомайский р-н, пос. Каменный Мост, ул. Заводская, 1